# Utopie

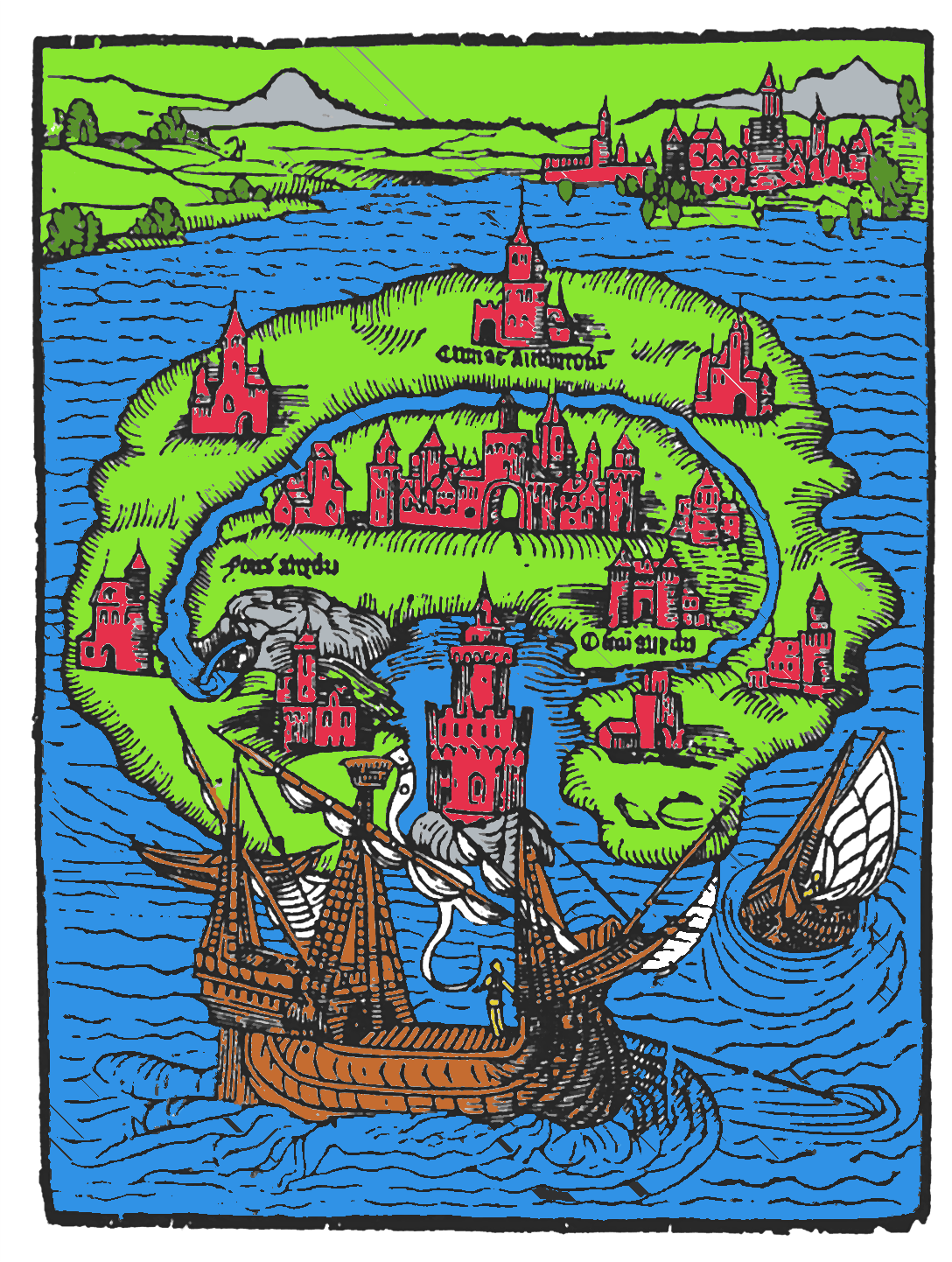
Illustration de L'Utopie de Thomas More.

L’utopie (mot forgé par l'écrivain anglais Thomas More, titre de son livre L'Utopie, du grec οὐ-τόπος / ou-tópos, « en aucun lieu ») est une représentation d'une société idéale, opposée aux sociétés réelles imparfaites. C'est un genre d'apologue qui se traduit, dans les écrits, par un régime politique idéal (qui aboutit aux meilleures formes de gouvernance), une société parfaite (sans injustice par exemple, comme la Callipolis de Platon ou alors la découverte de l'Eldorado dans Candide) ou encore une communauté d'individus vivant heureux et en harmonie (l'abbaye de Thélème dans Gargantua de Rabelais en 1534), souvent écrites pour dénoncer les injustices et dérives de leurs temps.
Les utopistes situent généralement leurs écrits dans des lieux imaginaires pour éviter la censure politique ou religieuse : un pays lointain et mythique (Les Aventures de Télémaque, Livre 7, Fénelon, 1699), île inconnue par exemple (L'Île des esclaves, Marivaux, 1725).
Une utopie peut désigner également une réalité difficilement admissible : en ce sens, qualifier quelque chose d'utopique consiste à le disqualifier et à le considérer comme irrationnel. Cette polysémie, qui fait varier la définition du terme entre texte littéraire à vocation politique et rêve irréalisable, atteste la lutte entre deux croyances, l'une en la possibilité de réfléchir sur le réel par la représentation fictionnelle, l'autre sur la dissociation radicale du rêve et de l'acte, de l'idéal et du réel.
Genre opposé, la dystopie — ou contre-utopie — présente non pas « le meilleur des mondes » mais « une utopie en sens contraire », selon F. Rouvillois.

## Origine du terme «utopie» (ainsi que «eutopie»)

Thomas More, par Hans Holbein le Jeune (1527), Frick Collection, New York.

Le terme utopia est un néologisme forgé par Thomas More en 1516 pour désigner la société idéale qu'il décrit dans son œuvre (en latin) Utopia. Il est traduit en français par « utopie ».
Ce terme est composé de deux mots grecs, la préposition négative ou  et le mot topos qui signifie « lieu ». Le sens d'« utopie » est donc, approximativement, « sans lieu », « qui ne se trouve nulle part ». 
Dans l'en-tête de l'édition de Bâle de 1518 d'Utopia, Thomas More utilise, exceptionnellement, le terme Eutopia pour désigner le lieu imaginaire qu'il a conçu. Ce second néologisme ne repose plus sur la négation ou mais sur le préfixe eu, présent aussi dans euphonie ou euphorie et qui signifie « bien » ou « bon ». Eutopie signifie donc « le lieu du Bien » ou « le lieu du Bon ».
Seul le premier de ces deux termes est passé à la postérité, mais ils n'en sont pas moins complémentaires pour décrire l'originalité de l’Utopia de Thomas More. Cette œuvre est d'une part un récit de voyage et la description d'un lieu fictif (utopia) et d'autre part un projet d'établissement rationnel d'une société idéale (eutopia). 
Ces deux aspects du texte de Thomas More ont amené à qualifier d'utopie des œuvres très différentes.

## Définitions
L'utopie (utopia) est la description d'une société idéale. Elle procède d'une tradition que l'on fait remonter à La République de Platon. Plus spécifiquement l'utopie (utopia) est un genre littéraire s'apparentant au récit de voyage mais ayant pour cadre des sociétés imaginaires.
Ces deux définitions ne s'excluent pas : l’Utopie de Thomas More, La Cité du Soleil de Tommaso Campanella ou La Nouvelle Atlantide de Francis Bacon remplissent ces deux conditions et sont à la fois des récits et des descriptions de sociétés originales.
Cependant, dès le XVIIe siècle, de nombreux auteurs s'emparent de ce nouveau genre littéraire et en développeront l'aspect romanesque et satirique au détriment du projet politique. C'est ainsi que des œuvres telles que Les voyages de Gulliver (1721) de Jonathan Swift furent qualifiées en leur temps d'utopies.
Thomas More inventa le genre littéraire de l'utopie, il avait l'ambition d'élargir le champ du possible et non de l'impossible comme ce mot est synonyme aujourd'hui.
Dans son essai consacré aux premières utopies, celles d’avant les récits de More, de Tommaso Campanella ou de Cabet (Les Premières Utopies, rééditions ex nihilo, 2009, paru d'abord en 1938), Régis Messac donne une définition restrictive du terme Utopie : « Le mot d’Utopie, forgé par Thomas More, et de nom propre devenu générique, est d’usage courant pour désigner les œuvres littéraires qui, sous une forme fictive et narrative, nous offrent l’image d’un État idéal, où tous les maux et les torts de la société présente sont guéris et redressés. […] ce genre littéraire […] fut longtemps le principal véhicule des idées réformatrices, mais ces écrits se répètent beaucoup, on y retrouve cent fois les mêmes banalités, cent fois les mêmes lacunes ou les mêmes erreurs ».
Régis Messac considère l’utopie comme une œuvre purement romanesque, nécessairement progressiste, constituée de deux éléments : « le cadre, c’est-à-dire le récit d’aventures fantaisistes ou fantastiques, le roman merveilleux ou géographique ; le contenu, c’est-à-dire la représentation d’une société idéale ». Cependant, l’un ne va pas sans l’autre, mais « l’un ou l’autre des deux éléments peut prédominer ». Pour Messac, il va sans dire que ne peuvent être considérées comme de véritables utopies les œuvres où domine le second élément, le contenu, c'est-à-dire la représentation d’une société parfaite ou du moins perfectionnée.
C'est pourquoi Messac ne reconnaît ni la République de Platon ni la Cyropédie de Xénophon comme appartenant exactement au genre utopique ; il considère ces œuvres comme relevant de la catégorie des traités de politique pareils à ceux de Félix Bodin, Nicolas Machiavel et Montesquieu. Il dit : « Tout au plus, peut-on ranger, si l’on veut, la Cyropédie dans la catégorie des utopies pédagogiques et le mettre à côté de Télémaque, auquel il servit d’ailleurs de modèle ».
Selon Régis Messac, les récits utopiques répondent à un besoin social. Il écrit : « Il est sans doute permis de dire, dans l’ensemble, que ce sont les périodes d’incertitude, d’inquiétude, voire de souffrance, qui sont surtout favorables à l’apparition de récits de ce genre. Lorsque beaucoup d’hommes, la majorité des hommes, peut-être, sont contraints de se replier sur eux-mêmes, ils cherchent dans leur imagination ce que la réalité leur refuse, et l’on voit fleurir les utopies ».
Le philosophe français Michel Foucault définit l'utopie comme un « emplacement sans lieu réel » qui entretient un rapport analogique avec la réalité et qui tend soit vers l'envers de la société, soit vers le perfectionnement de cette dernière. Elle s'oppose, dans sa théorie, à l'hétérotopie.
Théodore Monod, de son côté, écrit « L'utopie n'est pas l'irréalisable, mais l'irréalisé. »,

## Histoire de l'utopie

### Précurseurs de l'utopie

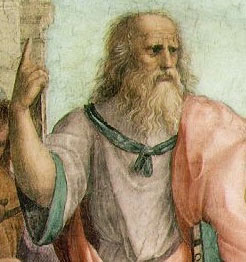
Platon (tableau de Raphaël).

Platon est le premier grand idéaliste de la pensée occidentale. On peut en effet rapprocher l'utopie (au sens moderne que prit ce mot) du concept d'idée de Platon.
La philosophie politique de Platon est exposée dans l’ouvrage classique La République, dont le titre même est un programme. Le terme de République traduit la « Politeia » de Platon, c’est-à-dire État, Constitution. Platon voulut tracer les grandes lignes de ce que devait être une cité organisée de manière idéale par castes. C’est cette volonté de constituer une cité idéale et conforme à la justice, faisant de Platon le grand fondateur du concept d'Idée, qui fut reprise ultérieurement par les utopistes du XIXe siècle comme Fourier, Saint-Simon et Étienne Cabet.
Au cours de son histoire, Sparte gagne auprès de [Qui ?] une réputation d'utopie.
L’Histoire vraie de Lucien de Samosate est, comme la Batrachomyomachie, avant tout rattachée au genre de la fantaisie imaginaire. Cependant, elle présente aussi, dans son voyage aux confins de l'univers fantasmé de l'époque (IIe siècle), bien des caractéristiques littéraires et thématiques de l'utopie: ainsi, l'utopie, en littérature, n'offre pas seulement la lecture d'un archétype parfait d'organisation, elle propose aussi, parfois au travers du prisme de la fantaisie, une grille interprétative critique des structures institutionnelles, politiques et sociales du modèle culturel de régime dans lequel évolue l'auteur de l'utopie ; celle-ci, loin de se présenter systématiquement comme une œuvre indépendante, peut advenir selon une mise en abyme discursive (cas d'une narration, enchâssée dans une autre trame fictionnelle dont les ressorts seraient historiques, politiques ou philosophiques) introduisant à un dialogue complexe entre les textes ainsi imbriqués l'un dans l'autre. Ainsi en est-il du voyage de Lucien dans le royaume d'Endymion sur la lune ou encore dans l'Île des Bienheureux où Rhadamante l'accueille durant des mois.

### Genèse du genre:L'Utopiede Thomas More

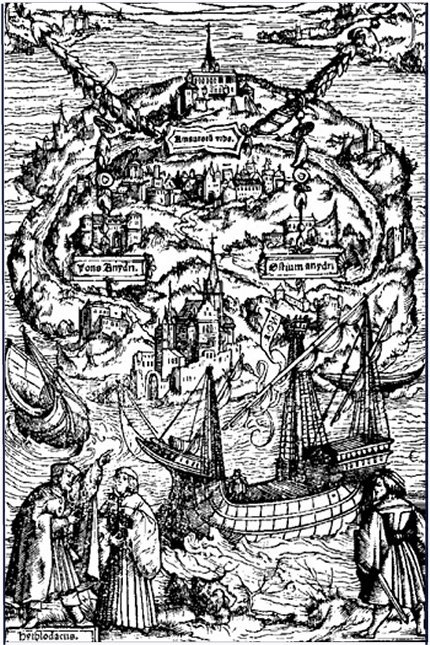
L'Utopie de Thomas More, gravure d'Ambrosius Holbein pour une édition de 1518.

L'avocat et homme de lettres Thomas More s'inscrit, à l'instar de son ami Érasme, dans le cadre du mouvement humaniste qui redécouvre la littérature antique grecque et latine et s'en inspire. More connaissait les œuvres d'Aristote et de Platon et le projet de cité idéale qui occupe une partie de La République peut être considéré comme l'une des sources d'inspiration de l’Utopie.
Le texte de More, paru en 1516, emprunte en partie sa forme aux récits de voyage de Vasco de Gama ou de Magellan. La découverte du Nouveau monde en 1492 a mis les Européens en contact avec d'autres peuples, et permet à More d'imaginer une civilisation originale située aux confins du monde connu. De manière plus générale, son projet de société s'inscrit dans le courant philosophique de la Renaissance.
Le premier livre de L'Utopie rapporte une conversation entre le narrateur et plusieurs autres personnages, dont Raphaël Hythlodée un navigateur qui a découvert l'île d'Utopie. La discussion porte principalement sur les injustices et les défauts de la société, injustices auxquelles Raphaël Hythlodée oppose les sages coutumes du pays dont il a fait la découverte. Le second livre rapporte la description par Hythlodée de l'Utopie. Cette description, assez détaillée, porte sur les lois, les coutumes, l'histoire, l'architecture et le fonctionnement économique de l'île.
La société utopienne est foncièrement égalitaire et ignore toute propriété privée. Elle décrit une société qu'on a souvent qualifiée de communiste, ou plus précisément d'« isonome », cherchant l'égalité parfaite de tous devant la loi. Elle repose en outre sur un ensemble de lois et sur une organisation très rationnelle et précise. Elle est présentée comme la plus aboutie des civilisations[réf. nécessaire].
Cette œuvre s'entend avant tout comme une critique de la société anglaise (et européenne) du XVIe siècle. Les vertus de l'Utopie sont en quelque sorte des réponses aux injustices du monde réel : elles les soulignent par contraste (l'égalité de tous les citoyens utopiens met en lumière l'extrême misère, à cette époque, de nombre de paysans anglais sans terres) et montrent que les maux de l'Angleterre ne sont peut-être pas des fatalités puisque les Utopiens les ont résolus. L'Utopie, qui se présente comme une œuvre de fiction, affirme néanmoins que l'homme a la possibilité d'influer sur son destin et est donc porteuse du concept d'histoire. More s'abstient pourtant de présenter son utopie comme un programme politique. Il considère la réalisation d'une telle société comme souhaitable mais affirme ne pas même l'espérer.
Ainsi, le genre littéraire créé par Thomas More repose sur un paradoxe. Il se présente en effet comme une œuvre de fiction sans lien avec la réalité : le nom de l'île (« nulle part ») mais aussi du fleuve qui la traverse (Anhydre, c'est-à-dire sans eau) ou du navigateur Hythlodee (qui signifie : habile à raconter des histoires) sont là pour le rappeler. Cependant, l'utopiste se refuse à tout recours au merveilleux ou à la fantaisie et le bonheur qui est censé régner en Utopie repose seulement sur la cohérence du projet. Nul climat paradisiaque, nulle bénédiction divine, nul pouvoir magique n'a contribué à la réalisation de la société parfaite. Il s'agit donc d'une fiction dont la valeur repose sur la cohérence du discours[réf. nécessaire].

### Xesiècle
- Al-Farabi, De l'Opinion des habitants de la Cité idéale

### Utopies de la Renaissance

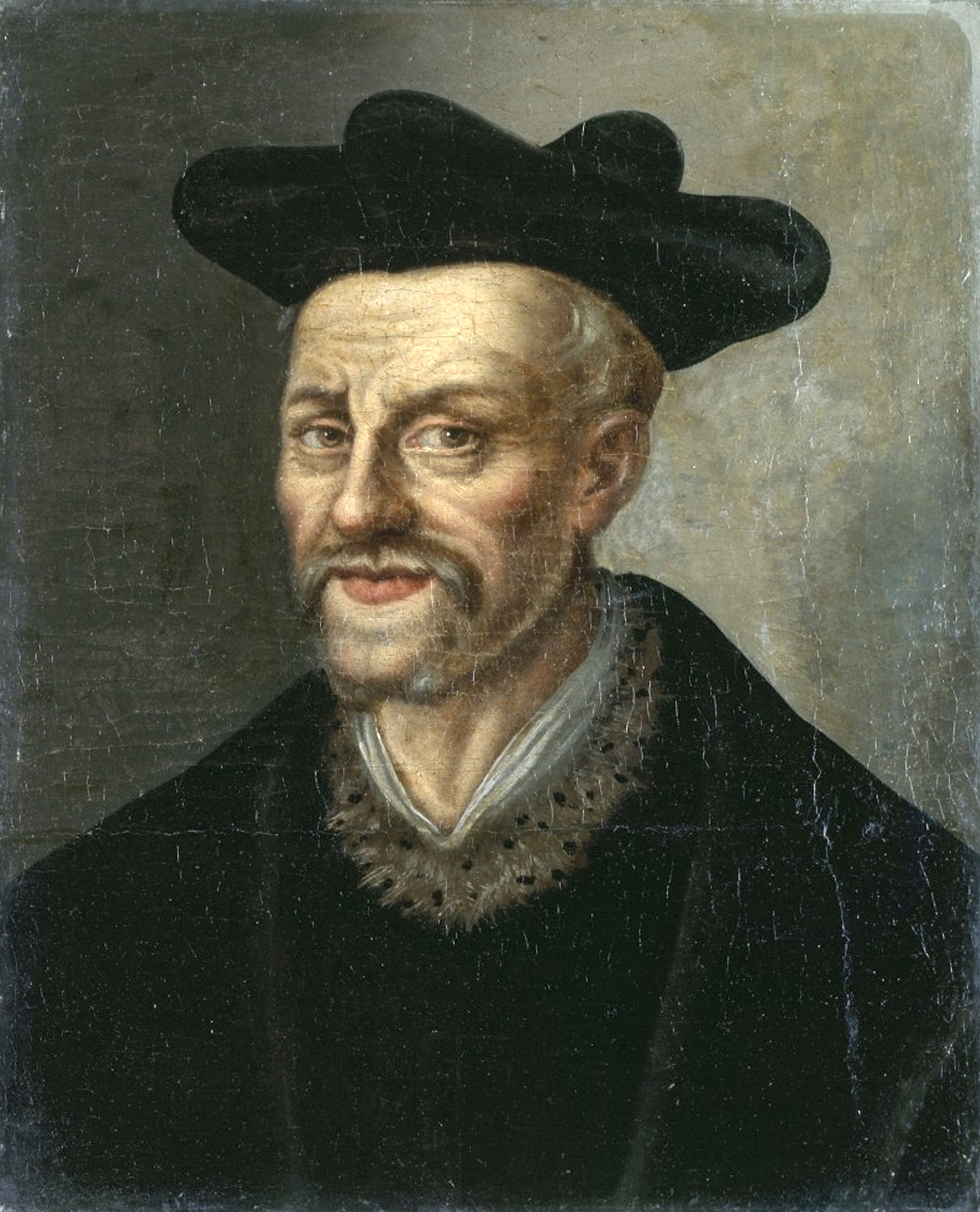
François Rabelais.

- L'Utopie de Thomas More, 1516. Cet ouvrage porte les marques avérées de la culture humaniste ainsi que du goût de la Renaissance. L'utopie de ce livre expose un projet de régénération sociale profonde.
- L'abbaye de Thélème dans Gargantua de Rabelais, 1534. L'ouvrage fait écho aux débats idéologiques nés des progrès de l'humanisme. Gargantua est une parodie de l'historiographie contemporaine. L'abbaye de Thélème est fondée à la fin du roman, et a pour devise "Fais ce que tu voudras". Dans Pantagruel, Rabelais écrit que, Badebec, la mère de Pantagruel, est la fille du roi des Amaurotes en Utopie[20], référence à Thomas More qui, dans son ouvrage L'Utopie, nomma Amaurote la capitale de l'île d'Utopie[21]. Le pays d'Utopie, dans le texte Pantagruel de Rabelais, revient à plusieurs reprises dans le récit, notamment dans les chapitres 23, 24 et 29.
- La Cité du Soleil de Tommaso Campanella, 1623. Cette utopie totalitaire décrit, avec une grande précision, une société de liberté carcérale où le bien-être existe sans désirs ni passion.
- La Nouvelle Atlantide de Francis Bacon, 1627[22]. L'ouvrage décrit une société philosophique.

### Utopies de la période classique
- Le Criticon de Baltasar Gracián, 1651-1657. Cet ouvrage est un roman allégorique composé de trois parties. Le Criticon rappelle le style romanesque byzantin par ses nombreuses aventures et reflète une vision satirique de la société.
- Histoire comique des États et Empires de la Lune de Cyrano de Bergerac, 1657.
- La Terre Australe connue de Gabriel de Foigny, 1676.
- Histoire des Sevarambes de Denis Vairasse, 1677-1679.
- Les Aventures de Télémaque de Fénelon, 1699.

### Utopies des Lumières
- Voyages et Aventures de Jacques Massé de Simon Tyssot de Patot, 1714 (date d'impression fictive 1710)
- Libertalia dans Histoire générale des plus fameux pyrates de Daniel Defoe, 1724.
- L'Île des esclaves et La Colonie de Pierre Carlet de Chamblain de Marivaux, 1725.
- Voyage au pays de Houyhnhnms, quatrième des Voyages de Gulliver, de Jonathan Swift, 1726.
- Relation du Royaume des Féliciens du marquis de Lassay, 1727
- L'Eldorado dans Candide (chapitres XVII et XVIII) de Voltaire, 1759.
- La Vérité, ou le Vrai système de Léger Marie Deschamps (Ca. 1750-1760)
- Voyage de Robertson aux Terres Australes, anonyme, Amsterdam, 1766
- Le Pays des Gangarides dans La Princesse de Babylone de Voltaire, 1768. Dans cet endroit parfait, chacun est en paix avec son prochain et lui-même. Par le pacifisme ce peuple guérit même un roi des Indes venu envahir le pays. Ce dernier en ressort " soigné " et pacifiste.
- La Découverte australe par un homme volant, ou Le Dédale français, nouvelle très philosophique, suivie de la Lettre d'un singe, de Nicolas Anne Edme Restif de la Bretonne, Paris, 1781
- L'An 2440, rêve s'il en fut jamais de Louis Sébastien Mercier, 1771[22].
- Paul et Virginie de Jacques-Henri Bernardin de Saint-Pierre, 1789.
- L'Isle des philosophes de l'Abbé Balthazard, Chartres, 1790
- L'ile de Tamoé dans Aline et Valcour (Histoire de Sainville et de Léonore) du marquis de Sade, 1795

#### Recueils d'utopies au siècle des Lumières
- La Bibliothèques des romans de Lenglet-Dufresnoy, Paris, 1735
- Voyages imaginaires, songes, visions et romans cabalistiques, réunis par Charles Garnier, Amsterdam, 1787-1789, 36 vol. in-octavo

### Utopies auXIXesiècle

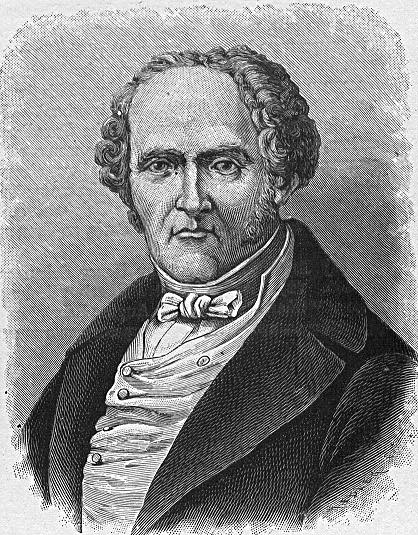
François Marie Charles Fourier.

- Nouveau Christianisme (1825) de Claude Henri de Saint-Simon
- Le Phalanstère (1830c) de Charles Fourier
- Voyage en Icarie (1840) d'Étienne Cabet
- Erewhon (1872, nowhere), de Samuel Butler
- L'Île mystérieuse (1875), de Jules Verne
- Les Cinq Cents Millions de la Bégum (1879), de Jules Verne
- Looking Backward (1888), traduit en Cent ans après ou l'An 2000 d'Edward Bellamy[23]
- Nouvelles de Nulle Part ou Une Ère de Repos (News from Nowhere or An Epoch of Rest) de William Morris, 1890
- Hygeia: a city of Health (1890), de Benjamin Ward Richardson, 1890

### Utopies auXXesiècle
- Une Utopie moderne de Herbert George Wells, 1905. Deux touristes en villégiature dans les Alpes se retrouvent projetés sur une planète semblable à la Terre (au point d'y retrouver leurs doubles), gouvernée par un État mondial utopique.
- La Visite du capitaine Tempête dans le ciel de Mark Twain, 1909. L'histoire raconte en première personne le voyage du capitaine Élie Tempête après sa mort, son erreur de direction qui le mène dans un ciel non-humain, et sa découverte d'un paradis inattendu.
- Gestes et opinions du docteur Faustroll, pataphysicien d'Alfred Jarry, 1911.
- Utopolis de Werner Illing, 1930. Karl et Heinz, deux marins de Hambourg, échouent sur les côtes d'Utopie, un monde sans classes sociales, ni titres de propriété. Ils y découvrent une civilisation très avancée, entièrement tournée vers le progrès technique. Mais les derniers capitalistes qui vivent encore retranchés dans le quartier d'U-Privée trament un sombre complot qui pourrait bien signer la fin de cette communauté idéale. Karl et Heinz auront pour mission d'aider les Utopiens à défendre leur monde solidaire contre les affres de l'individualisme et de l'appât du gain.
- For Us, The Living de Robert A. Heinlein, 1938 (publié en 2003 ; pas de traduction française). Perry Nelson, un ingénieur normal de 1939, (Marine Pilot) conduit sa voiture quand une explosion survient, qu'il dérape en bas de la falaise et se réveille en l'an 2086. Bien que cela soit survenu pendant l'été, il réapparaît au milieu d'une neige très froide, meurt presque à nouveau gelé, et est sauvé par une femme vêtue de fourrure, nommée Diana. Les circonstances exactes de sa mort et renaissance un siècle et demi plus tard ne sont jamais expliquées. Les personnages vivant à la fin du XXIe siècle semblent étrangement peu curieux : montrant peu d'intérêt pour la façon dont il est parvenu jusqu'à eux, ils prennent plutôt son apparition pour acquise et continuent de lui expliquer les détails de la mise en place sociale et politique de leur monde.

- Le Jeu des perles de verre de Hermann Hesse, 1943.
- Les Schtroumpfs, 1958, Antoine Buéno analyse la série de bande-dessinée de Peyo comme un archétype d'utopie.
- Île d'Aldous Huxley, 1962.
- L'An 01 de Gébé, 1970. Le film narre un abandon utopique, consensuel et festif de l'économie de marché et du productivisme. La population décide d'un certain nombre de résolutions dont la première est « On arrête tout » et la deuxième « Après un temps d'arrêt total, ne seront ranimés — avec réticence — que les services et les productions dont le manque se révélera intolérable. Probablement : l'eau pour boire, l'électricité pour lire le soir, la TSF pour dire “Ce n'est pas la fin du monde, c'est l'an 01, et maintenant une page de Mécanique céleste” ». L'entrée en vigueur de ces résolutions correspond au premier jour d'une ère nouvelle, l'An 01. L'An 01 est emblématique de la contestation des années 1970 et aborde des thèmes aussi variés que l'écologie, la négation de l'autorité, l'amour libre, la vie en communauté, le rejet de la propriété privée et du travail.
- Les Villes invisibles d'Italo Calvino en 1972.
- La planète Annares dans Les Dépossédés de Ursula K. Le Guin, 1974.
- Écotopie de Ernest Callenbach, 1975 il raconte l’histoire d’un journaliste américain envoyé en Écotopie, un pays formé des états de la côte ouest nouvellement sécessionnée, pour lever, la première fois depuis 19 ans, le voile sur ce pays qui prône l’écologie comme manière de vivre.
- Adieux au prolétariat, d'André Gorz (surtout la dernière partie).
- Le Cycle de la Culture (1987-2012) de l’auteur écossais Iain Banks rassemble plusieurs romans et nouvelles décrivant une société intergalactique anarchiste baptisée la Culture. Les histoires du cycle racontent souvent le contact entre la Culture et d’autres civilisations. La chercheuse Alice Carabédian, qui lui a consacré sa thèse, analyse la force de cet univers comme un récit de la manière dont l’utopie peut avoir une histoire tout en restant une utopie[24].
- La Québécie de Francine Lachance, 1990. la Québécie est une utopie d'un nouveau genre, qui, après les anti-utopies, tient compte de leur critique, qu'elle radicalise même : « La Québécie parvient donc à éviter les écueils des utopies traditionnelles en résolvant leurs difficultés. Elle parvient même à critiquer celles-ci bien au-delà de ce que font les anti-utopies. Elle est néanmoins une utopie dans la mesure où elle répond tout à fait aux deux fonctions de celles-ci, à savoir la critique de la société et l'instauration d'un monde idéal. »
- Le Passeur de Lois Lowry, 1994. Dans le monde où vit Jonas, la guerre, la pauvreté, le chômage, le divorce n'existent pas. Les inégalités n'existent pas, la désobéissance et la révolte n'existent pas. L'harmonie règne dans les cellules familiales constituées avec soin par le comité des sages. Les personnes trop âgées, ainsi que les nouveau-nés inaptes sont " élargis ", personne ne sait exactement ce que cela veut dire. Dans la communauté, une seule personne détient véritablement le savoir : c'est le dépositaire de la mémoire. Lui seul sait comment était le monde, des générations plus tôt, quand il avait encore des animaux, quand l'humain pouvait encore voir les couleurs, quand les gens tombaient amoureux. Dans quelques jours, Jonas aura douze ans. Au cours d'une grande cérémonie, il se verra attribuer, comme tous les enfants de son âge, sa future fonction dans la communauté. Jonas ne sait pas encore qu'il est unique. Un destin extraordinaire l'attend. Un destin qui peut le détruire.
- L'Île des gauchers d'Alexandre Jardin, 1995. Le roman met en scène Jeremy Cigogne, un jeune aristocrate qui se reproche de n'avoir pas su convertir en amour véritable sa passion pour sa femme. Il décide alors de mettre le cap sur une île ignorée des géographes abritant une population exclusivement constituée de gauchers, qui savent mieux vivre leur vie qu'en Occident. Au contact de ces grands vivants, Jeremy va mûrir et acquérir une autre approche de l'amour et de la vie.
- Les Fourmis de Bernard Werber, 1996. Le livre raconte l'histoire de la fourmi 103e et d'une étudiante au chant captivant, Julie Pinson. Elles essaient chacune de révolutionner leur monde respectif, se rencontrent, et se comprennent malgré les millions d'années de préjugés qui les séparent.
- La Belle Verte, film de Coline Serreau, 1996. Quelque part dans l'univers existe une planète dont les habitants évolués et heureux vivent en parfaite harmonie. De temps en temps quelques-uns d'entre eux partent en excursion sur d'autres planètes. Curieusement, depuis deux cents ans plus personne ne veut aller sur la planète Terre. Or un jour, pour des raisons personnelles, une jeune femme décide de se porter volontaire. Et c'est ainsi que les Terriens la voient atterrir en plein Paris.
- Les Cités obscures, série de bande dessinées de Francois Schuiten et Benoit Peeters, 1996.

### Utopies auXXIesiècle
- Saint-Pantel de Xavier Tacchella, 2003.
- L'Île de la Tranquillité dans Nous les dieux de Bernard Werber, 2004. Le héros de l'histoire est toujours Michael Pinson qui après avoir été un être humain (Les Thanatonautes) puis un ange (L'Empire des anges) est finalement devenu un « élève dieu ». Il est maintenant quelque part dans l'Univers, sur l'île d'Aeden. Chaque jour, un dieu différent (issu de la mythologie grecque) enseigne à ces nouveaux élèves comment façonner un monde afin de pouvoir un jour devenir un dieu à leur tour. La compétition est rude dans ce monde. Ainsi, chaque jour, les derniers de la classe sont éliminés, emportés par des centaures. Les élèves sont aussi confrontés à un mystérieux « déicide », un tueur de dieux faisant des ravages parmi les 144 élèves de cette nouvelle promotion d'apprentis dieux. Certains élèves essaient en plus de gravir la montagne de l'île, croyant qu'au sommet règne le maître de tous les dieux…
- Oarystis dans Voyage à Oaristys de Raoul Vaneigem, en 2005
- La Possibilité d'une île de Michel Houellebecq, 2005. Roman d'anticipation autant que de mise en garde. La possibilité d'une île est aussi une réflexion sur la puissance de l'amour. Au-delà des thèses sur la fin des religions ou le rêve d'un Homme Nouveau, il s'agit surtout d'un livre sur la peur.
- Le Papillon des étoiles de Bernard Werber, 2006.

« Cette planète est notre berceau mais nous l'avons saccagée.

Nous ne pourrons plus jamais la soigner ni la retrouver comme avant :

Quand la maison s'effondre, il faut partir.

Recommencer tout, ailleurs et autrement.

Le dernier Espoir,

C'est la Fuite. »
- La Deuxième Terre de Mario Salerno, 2004[25] « Je suis mort le 22 juin 1997 à 18 h 37 ». Mais pour Pascal Maarisal cette mort terrestre signe le début d'une nouvelle vie sur la Deuxième Terre, une planète où vit une société en parfaite harmonie. Les habitants de ce monde utopique, régi par la Loi de la Vérité, souhaitent entrer en contact avec la Terre afin de partager leur expérience. Le contact s'établit avec Maxime Nopiar, ancien patron de Pascal.
- Sur la route des Utopies de Christophe Cousin, 2007. Après un tour du monde à vélo, Christophe Cousin a fait le tour des communautés utopiques du monde : de Libertalia jusqu'à Twin Oak, en passant par la ville de Disney, Celebration. Il a livré ses impressions et ses souvenirs lors d'un chat… étonnant !
- Chants d'utopie de Brice Bonfanti, 2017-… Les Chants d’utopie sont de courtes épopées reliant l’historique au mythique. Ils y évoquent l’émancipation universelle au travers de nombre de pensées qui ont traversé les âges. Certaines de ces épopées se situent dans un monde préhistorique d’animaux hominidés pas si éloignés de nous dans l’histoire du temps, d’autres se placent dans l’air et le tracé des humains, ou encore imaginent le passage de l’un vers l’autre. Des lieux pour chacun d’eux : Russie, France, Italie, Brésil, États-Unis d’Amérique, Israël, Égypte, Turquie… Des personnages tirés de notre histoire : Dante Alighieri, Johann Gutenberg, Antônio Conselheiro, Sergueï Essenine, Voltairine de Cleyre, Elif Shafak… Le premier cycle de 9 Chants inaugure une série de 9 cycles en tout[26]. « Imprégnés de littérature (hétérogénéité fluide : chants, genre épistolaire, essai à la Montaigne, vers, théâtre, chanson, etc.), de nombreuses références politiques, de philosophie (concepts, comme œuvrier, poïésophème de Dante, Commun-e-s, rené, idiopinion pour doxa, moyeu, asymptote, alors qu’ « Un peintre abstrait se concrète »), de religion et de sciences, les chants de l’indisciplinaire, dont les numéros ne se suivent logiquement pas puisque l’ordre est chamboulé, ne sont pas chiants »[27].
- Voyage en misarchie - Essai pour tout reconstruire, de Emmanuel Dockès, éditions du Détour, 2017. Le livre raconte l'histoire d'un voyageur porteur de tous les préjugés actuels, propulsé dans un pays dont les normes ont été construites en poussant aussi loin que possible le principe d'aversion du pouvoir (misarchie : qui n’aime pas le pouvoir). Il y découvrira, avec effroi au départ, toutes les dimensions de ce pays, pourvu de règles de droit, quoiqu'il soit dépourvu d’État, et à l'économie basée sur le libre échange, quoique le capitalisme ait été aboli. Au fil de ses aventures et ses rencontres, le voyageur sera conduit à se faire expliquer comment tout a été repensé : monnaie, démocratie, partage du travail, propriété, gratuité, autogestion, liberté d’entreprendre, services publics…[28]
- Dans la Charte internationale pour la terre et l’humanisme, Pierre Rabhi considère les utopies comme des prémisses de solutions[29].
- @ du collectif Utopie, 2020-… @ est une utopie formée d'une série de documents divers relatifs à ce pays, exposés sur un plan que le lecteur parcourt à son gré[30].

## Utopie dans les arts

### Enart
- Monte Verità à Ascona, Tessin, Suisse
- Utopics, 11e exposition suisse de sculpture à Biel/Bienne, Suisse[31]
- Station Utopia à la 50e Biennale de Venise[32]

### Enarchitecture
- Bataville
- Le Labyrinthe
- La Tour de Babel
- La Cité idéale

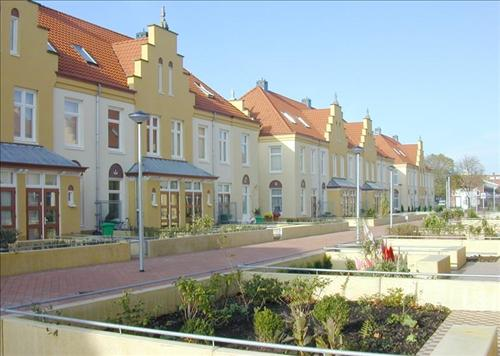
Het Fort, construit par Jacob van Campenplein en 1890, à La Haye.

- Le Familistère de Guise de Jean-Baptiste André Godin
- Étienne-Louis Boullée
- Claude-Nicolas Ledoux[33]
- La Cité-jardin
- La Cité radieuse, le Plan Voisin de Le Corbusier
- Archigram
- La fonction oblique de Paul Virilio et Claude Parent
- L'Ivre de Pierre, 1977-1980, éditions Aérolande

### Au cinéma
- Les Horizons perdus, Frank Capra, 1937
- L'Atlantide, Jacques Feyder, 1921
- La Zona, Rodrigo Plà, 2007
- American dream, Barbara Kopple, 1990

L'utopie se caractérise par un recours à la fiction, par un artifice cinématographique qui consiste à décrire une société idéale dans une géographie imaginaire, souvent dans le cadre d'un récit de voyage. L'utopie a pour condition première la mise à distance du monde réel à partir de laquelle la réflexion critique peut se déployer et le sujet se constituer. Le recours à la fiction est un procédé qui permet de prendre ses distances par rapport au présent pour mieux le relativiser et de décrire ce qui pourrait être. Le genre utopique permet de percevoir, au lieu d'attendre un monde meilleur dans un au-delà providentiel, que les hommes devraient construire autrement leurs formes d'organisation politique et sociale pour venir à bout des vices, des guerres et des misères. En ce sens, les descriptions qu'ils proposent, dans lesquelles ils font voir des cités heureuses bien gouvernées, visent à convaincre leurs spectateurs que d'autres modes de vie sont possibles.

### Dans les jeux vidéo
- Dans Bioshock, sorti en 2007, le personnage incarné par le joueur, survivant d'un crash aérien en pleine mer, découvre la ville sous-marine de Rapture. C'est une ville construite par un mégalomane milliardaire au lendemain de la Seconde Guerre mondiale afin d'y réaliser ses rêves les plus fous de société utopique, loin de toute morale extérieure.
- Dans Mirror's Edge, sorti en 2008, The City, nom donné à la ville où se déroule l'aventure, est présentée comme une prouesse architecturale, propre, avec un taux de délinquance faible et un niveau de vie élevé.
- Dans Bioshock Infinite, sorti en 2013, Booker Dewitt incarné par le joueur, se rend dans la ville de Columbia. Cette ville volante fut fondée par le prophète auto-proclamé Comstock, autour des valeurs de l'exceptionnalisme américain, de la foi et du racisme.
- Dans Final Fantasy XIII, sortie en 2010, le monde artificiel de Cocoon créé à partir des cieux par les êtres suprêmes nommé fal'Cie où se déroule l'action. Ses habitants ont toujours vécu dans la paix et la prospérité instaurée par le Sanctum.
- Dans Far Cry 5, où il faut se battre contre une secte qui vit dans un monde utopique.
- Utopia: the creation of a nation, 1991.

### En dessin et peinture
- Albrecht Dürer
- Maurits Cornelis Escher
- Préraphaélites

### En musique
- Jacob de Hann → Utopia
- Rachmaninov, L'Île des morts, poème symphonique de 1909
- Julien Varin → Utopie : évocation du Familistère de Guise dans l'Aisne (02)
- Richard Wagner → Gesamtkunstwerk
- Björk → Utopia
- Travis Scott —> Album Utopia (2023)

## Portée politique du concept d’utopie
L'interprétation de la portée politique de l'utopie pour la pensée et l'action politique n'est pas consensuelle, notamment parce que l'utopie intervient directement ou bien comme contestation ou bien comme justification idéologique dans la sphère politique. On peut cependant dégager certaines thèses à son sujet qui font autorité pour certaines traditions philosophique.
Selon Miguel Abensour,, l'utopie, particulièrement dans sa forme classique, est une simple stratégie d'écriture politique permettant au philosophe de critiquer la société de son époque. En parlant uniquement d'une société fictive, déclarée comme telle, l'auteur de l'utopie évite de critiquer les pouvoirs en place sans le faire directement. Dans L'Utopie de Thomas More à Walter Benjamin, Abensour montre comment More utilise cette stratégie pour critiquer le pouvoir absolu d'Henri VIII.
Les marxistes orthodoxes, et Karl Marx le premier, ont utilisé le terme « utopie » de manière péjorative. Cela venait en partie d'une volonté de Marx de distinguer sa propre théorie de celles des autres socialistes de son époque (notamment Pierre-Joseph Proudhon), avec qui il avait entretenu des controverses. Il nommait d'ailleurs Proudhon, Charles Fourier, Saint Simon et d'autres « socialistes utopiques ». En ce sens, « utopie » signifie la représentation imaginaire d'un régime politique idéal et idéaliste, c'est-à-dire détaché de toute considération et compréhension des circonstances matérielles qui pourrait présider à son avènement. Bref, pour Marx, le terme « utopique » est une accusation de frivolité. Ici, le sens du terme « utopie » est très proche « d'idéologie ».
Karl Mannheim, un marxiste non-orthodoxe et Paul Ricœur proposent quant à eux de comprendre l'utopie en opposition à l'idéologie. Selon eux, l'utopie est une force de changement : « elle propose une rupture radicale avec un système existant » et ainsi tente de briser la suprématie de l'actuel sur le possible. À cela s'oppose l'idéologie, une force conservatrice ramenant plutôt la société vers l'existant.
L'utopie est souvent entendue, dans un sens large, comme une réponse à la question du meilleur régime, une question de philosophie politique particulièrement favorisée par les anciens. C'est dans ce sens que nous pouvons dire que la République de Platon est une utopie avant la lettre (le terme ne datant que de 1516 apr. J.-C.).
Ces interprétations ne sont ni entièrement contraires, ni parfaitement réconciliables. Par ailleurs, elles n'épuisent pas entièrement le sujet. D'autre théoriciens du politique, plus contemporains, ont donné une extension beaucoup plus large au concept d'utopie, lui donnant un rôle dans la dialectique historique. Notamment, Walter Benjamin et Ernst Bloch.
Notons également que l'utopie a été largement critiquée en philosophie politique dans la seconde moitié du XXe siècle : pour son attachement à l'idée de progrès héritée des Lumières (par les catastrophistes et Hans Jonas par exemple) et pour les dangers d'exploitation totalitaire qu'elle représente (par l'École de Francfort notamment).

## Utopie concrète
L'expression d'utopie concrète n'est qu'en apparence un oxymore. Dans L’Âge du faire (Seuil, 2015) le sociologue Michel Lallement l'utilise pour qualifier les espaces où les hackeurs imaginent des formes de travail qui bousculent les règles de l’économie de marché. Elle a été inventée par le philosophe allemand Ernst Bloch (1885-1977) : dans son livre Le Principe espérance (Gallimard, 1976) publié en République démocratique allemande dans les années 1950, il affirme que les utopies concrètes permettent de déceler dans le réel, « l'anticipation réaliste de ce qui est bien ».

#### Textes classiques
- Platon
  - La République, Paris, Flammarion, coll. « GF », 2016
  - Critias, Paris, Flammarion, coll. « GF », 2017
  - Les Lois : Livres I à VI, Paris, Flammarion, coll. « GF », 2006
  - Les Lois : Livres VII à XII, Paris, Flammarion, coll. « GF », 2006
- Lucien, Histoires vraies : Et autres œuvres, Paris, Le Livre de Poche, coll. « Les Classiques de Poche », 2015
- Thomas More, L'Utopie, Flammarion, coll. « GF »,1987, 248 p. ; J'ai lu, 2003  (ISBN 978-2-290-33768-4), première édition en latin en 1516
- François Rabelais, Gargantua, Paris, Flammarion, coll. « GF », 2016
- Tommaso Campanella, La Cité du Soleil, Genève, Droz, coll. « Classiques de la Pensée Politique », 2000
- Francis Bacon, La nouvelle Atlantide, Paris, Flammarion, coll. « GF », 1997
- Savinien de Cyrano de Bergerac, Les États et Empires du soleil, Paris, Flammarion, coll. « GF », 2003
- Jonathan Swift, Voyages de Gulliver dans les contrée lointaines, Paris, Flammarion, coll. « GF », 2014
- Nicolas-Anne-Edme Restif de la Bretonne, La Découverte australe par un homme-volant, ou le dédale français, Genève, Slatkine reprints, coll. « Œuvres complètes », 1988

##### Encyclopédies et anthologies de textes
- Pierre Versins, Encyclopédie de l'utopie, des voyages extraordinaires et de la science-fiction, Lausanne, L'Âge d'Homme, 1984 (1re éd. 1972)
- Voyages aux pays de nulle part, Paris, Robert Laffont, coll. « Bouquins », 1990
- Adelin Charles Fiorato (dir.), La cité heureuse : L'utopie italienne de la Renaissance à l'Age baroque, Paris, l'Harmattan, coll. « Utopies », 2001
- Guy Costes et Joseph Altairac, Rétrofictions, encyclopédie de la conjecture romanesque rationnelle francophone, de Rabelais à Barjavel, 1532-1951, Paris, Encrage, 2018
- Encyclopædia Universalis

#### Premières approches de l'utopie et des utopies
- Jean Servier, L'utopie, Paris, P.U.F., coll. « Que sais-je ? », 1979
- Micheline Hugues, L'utopie, Paris, Nathan, coll. « 128 », 1999
- Frédéric Rouvillois, L'utopie, Paris, Flammarion, coll. « GF Corpus », février 1999, 256 p. (ISBN 2-08-073029-0)
- Roland Schaer et Lyman T. Sargent (éd.), Utopie : La quête de la société idéale en Occident, Paris, Fayard—Bibliothèque Nationale de France, 2000
- Georges Jean, Voyages en Utopie, Gallimard, coll. « Découvertes Gallimard / Littératures » (no 200), 2001, 176 p., ill. en coul.
- Roger-Michel Allemand, L'utopie, Paris, Ellipses, coll. « Thèmes & études », 2005
- Michèle Riot-Sarcey, Dictionnaire des utopies, Larousse, 2007. 296 p.
- Jean-Marc Stébé, Qu'est-ce qu'une utopie ?, Paris, Vrin, coll. « Chemins Philosophiques », 2011
- Thierry Paquot, Utopies et utopistes, Paris, La Découverte, coll. « Repères », 2018 (1re éd. 2007)
- Thomas Bouchet, Utopie, Paris, Anamosa, coll. « Le mot est faible », 2021

#### Histoires de l'utopie et des utopies
- Jean Servier, Histoire de l'utopie, Gallimard, 1991  (ISBN 978-2-07-032647-1)
- Raymond Trousson, Voyages au pays de nulle part : Histoire littéraire de la pensée utopique, Bruxelles, Éditions de l'Université de Bruxelles, 1999
- Yolène Dilas-Rocherieux, L'Utopie ou la mémoire du futur, de Thomas More à Lénine, Pocket Robert Laffont, 2007
- Vita Fortunati, Raymond Trousson et Paola Spinozzi, Histoire transnationale de l'utopie littéraire et de l'utopisme, Paris, Honoré Champion, coll. « Bibliothèque de littérature générale et comparée », 2008
- Régis Messac, Les premières utopies, suivi de La négation du progrès dans la littérature moderne ou Les Antiutopies, Éditions ex nihilo, 2009

#### Approches de l'utopie (littérature, sociologie, politique, philosophie, prospective, architecture…)
- Cioran, Histoire et Utopie, Paris, Gallimard, 1960
- Georges Duveau, Sociologie de l'utopie et autres essais, Paris, P.U.F., coll. « Bibliothèque de sociologie contemporaine », 1961
- Herbert Marcuse, La fin de l'utopie, Neuchâtel/Paris, Delachaux et Niestlé / Éditions du Seuil, 1967
- René Dumont, L'Utopie ou la mort, Seuil, 1974  (ISBN 978-2-02-000371-1)
- Yona Friedman, Utopies réalisables, Union Générale d’Éditions, 1975  (ISBN 2-264-00022-8)
- Julien Freund, Utopie et violence, Marcel Rivière et Cie, 1978, 263 p.
- Alberto Manguel et Gianni Guadalupi, Guide de nulle part & d'ailleurs, à l'usage du voyageur intrépide en maints lieux imaginaires de la littérature universelle, Paris, Éditions du Fanal, 1981, 412 p.  (ISBN 2-7308-0010-7)
- Pierre-François Moreau, Le récit utopique : Droit naturel et roman de l'État, Paris, P.U.F., coll. « Pratiques théoriques », 1982
- Gilles Lapouge, Utopie et civilisations, Albin Michel, 1991  (ISBN 978-2-226-04947-6)
- Erich Fromm, L'Homme et son utopie, Desclée de Brouwer, 2001  (ISBN 978-2-220-04973-1)
- Jacques Attali, Fraternités : une nouvelle utopie, Le Livre de poche, 2002  (ISBN 978-2-253-15278-1)
- Anne Staquet, L'Utopie ou les fictions subversives, Éditions du Grand Midi, 2003  (ISBN 978-2-88093-119-3)
- Mario Salerno, La Deuxième Terre, (troisième édition) - Essème Éditions, 2023  (ISBN 978-2-493-2240-19)
- Denis Langlois, L'utopie est morte ! Vive l'utopie !, Éditions Michalon, 2005  (ISBN 978-2-8418-6265-8)
- Albert Jacquard, Mon utopie, Stock, 2006  (ISBN 978-2-234-05940-5)
- Christophe Cousin, Sur la route des utopies, Arthaud, 2007  (ISBN 978-2-7003-9673-7)
- Nathalie Brémand, Les Socialismes et l'enfance : expérimentation et utopie (1830-1870), Rennes, Presses universitaires de Rennes, 2008 (collection Histoire), 365 p.
- Pierre Thomé, Créateurs d'utopies. Démocratie, autogestion, économie sociale et solidaire, Yves Michel, 2012  (ISBN 978-2-36429-013-6)
- Bernard Cottret, Thomas More. La face cachée des Tudors, Tallandier, 2012
- Yann Rocher, Théâtres en utopie, Actes Sud, 2014
- Françoise Choay, L'urbanisme, utopies et réalités : Une anthologie, Paris, Seuil, coll. « Points Essais », 2014 (1re éd. 1965)
- Marie-Monique Robin, Sacrée croissance! Editions La Découverte, ARTE Editions, 2014  (ISBN 978-2-7071-7636-3)
- Jean-Paul Engélibert et Raphaëlle Guidée (dir.), Utopie et catastrophe. Revers et renaissances de l'utopie (XVIe – XXIe siècles), Presses universitaires de Rennes, coll. La Licorne, 2015  (ISBN 978-2-7535-4009-5)
- Miguel Abensour, L'utopie de Thomas More à Walter Benjamin. Utopiques III, Paris, Sens & Tonka, 2016
- Miguel Abensour, L'histoire de l'utopie et le destin de sa critique. Utopiques IV, Paris, Sens & Tonka, 2016
- Alice Carabédian, Utopie Radicale, Par-delà l'imaginaire des cabanes et des ruines>, Seuil, 2022  (ISBN 978-2-02-149682-6)

#### Documentation complémentaire

##### Articles et entretiens
- « Utopies ils rêvent d'un monde meilleur », Papiers de France Culture no 10, été 2014
- Philippe Pelletier, « Les territoires de l’imaginaire libertaire », sur Libération, 30 septembre 2015
- Michèle Riot-Sarcey, « A l’horizon, le rêve », Grandes Utopies, sur LeMonde.fr (consulté le 1er août 2017).
- Fabrice Argounès et Clara Dealberto, « Carte des utopies : ailleurs est ici », sur Libération.fr, 26 avril 2019

##### Dossiers et revues
- « L'utopie », Textes et Documents pour la classe, no 855, mai 2003
- « Lieux de l'utopie », Littérature, no 21,‎ 1976 (lire en ligne)
- « Urbanisme et utopie », Espaces et sociétés. Revue critique internationale de l'aménagement, de l'architecture et de l'urbanisation, nos 32-33,‎ janvier-juin 1980 (lire en ligne)
- « L'utopie », Raison présente, no 121,‎ 1997 (lire en ligne)
- « Utopie I : la fabrique de l'utopie », Quaderni, no 40,‎ hiver 1999-2000 (lire en ligne)
- « Utopie II : les territoires de l'utopie », Quaderni, no 41,‎ été 2000 (lire en ligne)
- « Utopie III : passages et apocalypse », Quaderni, no 42,‎ automne 2000 (lire en ligne)
- « Regards sur l'utopie », revue Europe no 985, mai 2011
- « Les organisations utopiennes », Communication & organisation, no 48,‎ 2015 (lire en ligne)